# Werner Jacobs
Werner Jacobs (18 maart 1970) is een Belgisch forensisch patholoog (wetsarts) en hoofddocent aan de UAntwerpen. Hij is verbonden aan het Universitair Ziekenhuis Antwerpen en het Militair Hospitaal Koningin Astrid.
Sinds 1995 werkt hij als forensisch patholoog in het Universitair Ziekenhuis Antwerpen, waar hij in 2002 medisch coördinator werd van de dienst gerechtelijke geneeskunde. Daarnaast is hij geneesheer-majoor bij Defensie. Diona D'Hondt was jarenlang zijn assistent.
Hij getuigde in meer dan 300 assisenzaken waaronder deze van Kim De Gelder, Ronald Janssen, Hans Van Themsche, Jonathan Jacob en de Poldermoorden, alsook andere spraakmakende zaken zoals deze van Sanda Dia. Hij deed onderzoek naar massagraven in Rwanda en ex-Joegoslavië.
Hij was te zien in tv-programma’s zoals Misdaaddokters en Wetsdokters.

## Publicaties
- 2011. Dagboek van een wetsdokter. CSI in Vlaanderen. Met Walter Damen en Jan Heuvelmans. Uitgeverij Van Halewyck. ISBN 9789461310637.
- 2019. De Doden Praten. Met José Masschelin. Manteau uitgeverij. ISBN 9789022335864.